# Black Hawk (Colorado)
Black Hawk ist eine City im zentralen Teil des US-Bundesstaates Colorado und liegt rund 50 Kilometer westlich von Denver in Gilpin County.
Als Zentrum des Pikes Peak Goldrausches war die Minenstadt ab 1859 zusammen mit dem benachbarten Central City maßgeblich an der Entwicklung Denvers und des Bundesstaates Colorado beteiligt. Mit der Glücksspiellegalisierung in Colorado 1991 wurde Black Hawk eines der bedeutendsten Spielerparadiese Colorados.

## Geschichte
Die Nachricht von Goldfunden in der Front Range führte ab 1859 tausende von Goldsuchern und Minenarbeitern in die Gregory Gulch, eine Schlucht in den Ausläufern der Rocky Mountains. In den Monaten zuvor erwies sich noch die nahe gelegene Region am Zusammenfluss von South Platte River und Cherry Creek, dem heutigen Denver, als recht unergiebig. Die Colorado Central Railroad erweiterte in den frühen 1870er Jahren ihr Eisenbahnnetz bis nach Black Hawk und sorgte damit für einen weiteren Wachstumsschub der jungen Gebirgssiedlung. Auch das benachbarte Central City wurde erschlossen; die Gilpin Tramway, die von Black Hawk zu den Minen fuhr, verband beide Orte miteinander. Heute erinnern östlich des Stadtzentrums ein restaurierter Güterbahnhof und eine Lokomotive an die frühe Geschichte der Stadt.
Vor der Bedeutungslosigkeit bewahrte Black Hawk ein Volksentscheid im Jahr 1990 zur Legalisierung von Glücksspielen in Colorado. Nachdem die Mehrheit der Bevölkerung dem Vorschlag zugestimmt hatte, entwickelten sich Black Hawk und Central City in den 1990er Jahren zu den bedeutendsten Spielerparadiesen des Bundesstaates. Die historischen Fassaden der Stadt wurden restauriert, und bis zum Jahrtausendwechsel trieben zahlreiche Unternehmen den Bau von Casinos, Hotels und Unterhaltungskomplexen voran. Dabei entbrannte zwischen beiden Nachbarstädten ein erbitterter Konkurrenzkampf. Insbesondere Central City litt unter der Situation, dass am State Highway 119 von Denver und Golden Black Hawk zuerst erreicht wurde. Central City trieb eine direkte Erschließung der Stadt mit der Autobahn I-70 voran und eröffnete am 19. November 2004 einen 13 km langen Freeway (Central City Parkway), über den Central City aus Denver seither als Alternative zum State Highway 119 erreicht werden kann.